# Valencia (Venezuela)
Valencia é uma cidade venezuelana, capital e cidade mais populosa do estado de Carabobo, situada na Região Central da Venezuela
. É conhecida como A capital industrial da Venezuela devido a ela possuir uma importante quantidade de zonas industriais do país. A cidade foi capital nacional em três ocaiões entre 1812 e 1830.
Segundo o censo do Instituto Nacional de Estatística da Venezuela, a cidade possui população no ano de 2011 de 1.484.430 habitantes, sendo que sua região metropolitana conta com 1.886.173 habitantes sendo assim a cidade mais populosa da Região Central e a terceira mais populosa do pais, depois de Caracas e Maracaibo.
A cidade é composta de cinco municípios autônomos e distintos: Valencia, Naguanagua, San Diego, Libertador e Los Guayos, tendo cada um deles seus respectivos poderes públicos com atribuições administrativas próprias. A legislação atual propõe que as autoridades criem um distrito metropolitano, como o que já existe em Caracas.

## Topônimo
Na era colonial, a cidade primeiramente se chamou de Nueva Valencia del Rey, depois passando a se chamar Nuestra Señora de la Anunciación de la Nueva Valencia del Rey y Nuestra Señora del Socorro de la Nueva Valencia del Rey. Com a constituição do estado de Carabobo de 1991 passou a ser referida apenas como Valencia. O nome foi dado em homenagem a cidade espanhola de Valencia.